# Pseudocarum laxiflorum
Pseudocarum laxiflorum är en växtart i släktet Pseudocarum och familjen flockblommiga växter.
Arten är en klättrande buske eller lian och förekommer på Madagaskar. Den beskrevs som Pimpinella laxiflora av John Gilbert Baker 1884, och fick sitt nu gällande namn av Ben-Erik van Wyk 1999.